# Agata Zupin
Agata Zupin (17 de marzo de 1998) es una deportista de Eslovenia que compite en atletismo. Ganó una medalla de plata en el Campeonato Europeo de Atletismo por Equipos de 2019, en la prueba de 400 m vallas.